# Cesio (Ligurien)

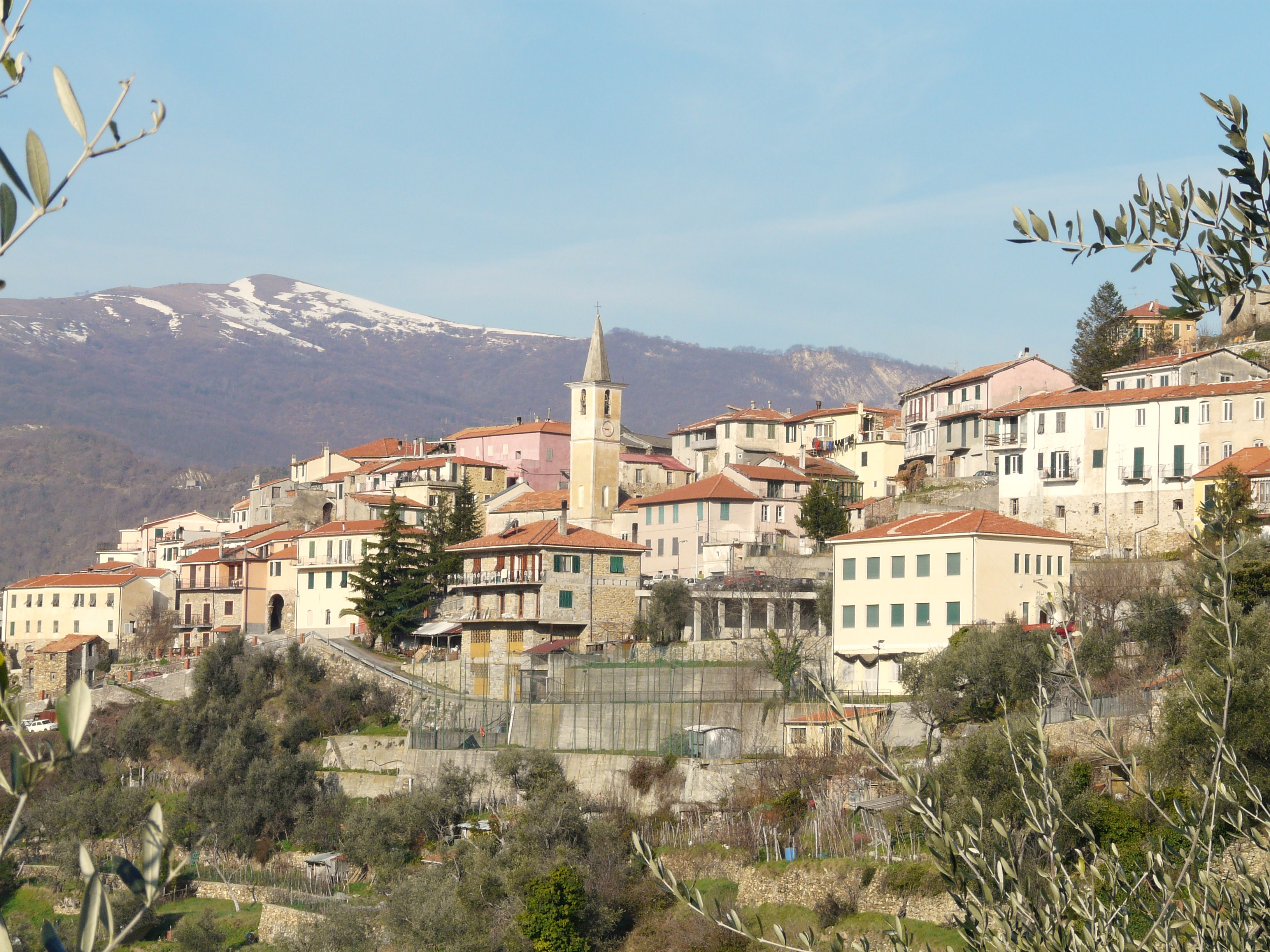
Cesio (2010)

Cesio (im Ligurischen: Césiu) ist eine norditalienische Gemeinde mit 257 Einwohnern (Stand 31. Dezember 2023) in der Region Ligurien. Politisch gehört sie zu der Provinz Imperia.

## Geographie
Cesio liegt am linken Ufer des Rio Tresenda, fünf Kilometer entfernt vom Passübergang Colle San Bartolomeo. Durch den Ort verläuft die antike Straße des Colle di Nava. Die Gemeinde gehört zu der Comunità Montana dell’Olivo und ist circa 19 Kilometer von der Provinzhauptstadt Imperia entfernt.
Nach der italienischen Klassifizierung bezüglich seismischer Aktivität wurde die Gemeinde der Zone 3 zugeordnet. Das bedeutet, dass sich Cesio in einer seismisch wenig aktiven Zone befindet.

## Klima
Die Gemeinde wird unter Klimakategorie E klassifiziert, da die Gradtagzahl einen Wert von 2416 besitzt. Das heißt, die in Italien gesetzlich geregelte Heizperiode liegt zwischen dem 15. Oktober und dem 15. April für jeweils 14 Stunden pro Tag.